# Macoszyn (Ukraina)
Macoszyn (ukr. Мацошин) – wieś na Ukrainie, w rejonie lwowskim (wcześniej w rejonie żółkiewskim) obwodu lwowskiego. Wieś liczy około 610 mieszkańców.
Znajduje się tu przystanek kolejowy Macoszyn, położony na linii Lwów – Rawa Ruska – Hrebenne.
Wieś prawa wołoskiego, położona była w pierwszej połowie XV wieku w ziemi lwowskiej województwa ruskiego. W II Rzeczypospolitej do 1934 samodzielna gmina jednostkowa. Następnie należała do zbiorowej wiejskiej gminy Mokrotyn w powiecie żółkiewski w woj. lwowskim. 
W kwietniu i maju 1944  nacjonaliści ukraińscy z OUN-UPA zamordowali tutaj 9 Polaków, grabiąc i paląc polskie gospodarstwa.
Po wojnie wieś weszła w struktury administracyjne Związku Radzieckiego.